# Claude Romano
Pour les articles homonymes, voir Romano.
Claude Romano, né le 10 janvier 1967 à Fontenay-aux-Roses, est un philosophe et écrivain français.

## Biographie
Ancien élève de l'École normale supérieure, Claude Romano est maître de conférences à l'université Paris-Sorbonne et Professeur au Département de philosophie de l'université catholique australienne. Il a été directeur de la revue Philosophie de 1994 à 2003.
Il a enseigné la philosophie au lycée Racine (8e arrondissement de Paris).
Son travail porte sur la phénoménologie, la métaphysique, l'herméneutique, et la littérature (William Faulkner). Il est l'auteur d'une thèse intitulée "L'événement et le temps", consacrée à une phénoménologie de l'événement, dans un rapport critique à Sein und Zeit de Martin Heidegger et réalisée sous la direction de Didier Franck,. 
Il analyse l'homme à partir de la notion d'événement — notion occultée par l'analytique existentiale heideggerienne, qui devient dès lors une herméneutique événementiale. L'homme est pensé dans son rapport à l'événement : il est l'« advenant ». Il se propose, non pas d'ajouter l'événement comme un existential supplémentaire, mais de relire l'ensemble des existentiaux à l'aune de la notion d'événement, devenant ainsi des événementiaux, manières pour l'homme de répondre à ce qui lui arrive.
Claude Romano est lauréat du prix Moron 2010 de l’Académie française pour l’ensemble de ses ouvrages de phénoménologie, du prix Gegner 2011, et du grand prix de philosophie de l'Académie française en 2020 pour l'ensemble de son œuvre.

## Principales publications
- L'Événement et le Monde Paris, PUF, « Épiméthée », 1998 (2e éd., 1999), 293 p., (thèse de doctorat sous la direction de Didier Franck)
- L'Événement et le Temps Paris, PUF, « Épiméthée », 1999, 313 p.
- Lumière, Des Syrtes, 1999, 124 p. (roman)
- Il y a : essais de phénoménologie, Paris, PUF, « Épiméthée », 2003
- Le Chant de la vie : phénoménologie de Faulkner, Paris, Gallimard, 2004
- co-éd. avec Jérôme Laurent, Le Néant : contribution à l'histoire du non-être dans la philosophie occidentale, Paris, PUF, 2006
- (éd.) Wittgenstein et la tradition phénoménologique, Paris, Le Cercle herméneutique, 2008
- co-éd. avec Servanne Jollivet, Heidegger en dialogue (1912-1930) : rencontres, affinités, confrontations, Paris, Vrin, 2009
- Au cœur de la raison, la phénoménologie, Paris, Gallimard, coll. « Folio essais », 2010
- L’Aventure temporelle : trois essais pour introduire à l’herméneutique événementiale, Paris, PUF, « Quadrige », 2010
- De la couleur : un cours, Chatou, Éditions de la Transparence, 2010[8],[9]
- (es) Lo posible y el acontecimiento: introducción a la hermenéutica acontecial, trad. esp. de Aníbal Fornari, Patricio Mena Malet er Enoc Muñoz, Santiago du Chili, Éditions de l’Université Alberto Hurtado, « Filosofía », 2008
- (éd.) Wittgenstein, Paris, Cerf, 2013
- L'inachevement d'Être et temps et autres études d'histoire de la phénoménologie, Argenteuil, Le Cercle Herméneutique, 2013.
- (éd.) Du moi à l'authenticité. La philosophie de Charles Larmore, Paris, Mimésis, 2017.
- Être soi-même. Une autre histoire de la philosophie, Paris, Gallimard, 2019[10].
- Les repères éblouissants: renouveler la phénoménologie, Paris, PUF, « Epiméthée », 2019[11].
- La liberté intérieure. Une esquisse, Paris, Hermann, « Le bel aujourd'hui », 2020.
- L'identité humaine en dialogue, Paris, Seuil, Coll. "L'ordre philosophique", 2022.
- La révolution de l'authenticité à l'âge du romantisme : De Goethe à Nietzsche, Paris, éditions Mimesis / L'esprit des signes, 2023.
- L’Appartenance au monde, Paris, Seuil, Coll. "L'ordre philosophique", 2025[12].

## Prix et distinctions
- 1999: Bourse Tyde Monnier de la Société des Gens de Lettres pour Lumière.
- 2010: Grand Prix Moron de l’Académie française pour l’ensemble de ses ouvrages de phénoménologie.
- 2011 : Prix Gegner de l'Académie des sciences morales et politiques
- 2020 : Grand prix de philosophie de l'Académie française pour l'ensemble de son œuvre
- 2020: Titulaire de la chaire Gadamer à Boston College.
- 2021: Titulaire de la chaire Chaïm Perelman à l'Université Libre de Bruxelles.